# Joël Schmidt
Pour les articles homonymes, voir Schmidt.
Œuvres principales
- Un cri pour deux (2010)
- Dictionnaire de la mythologie grecque et romaine (1998)
- Le Pavillon de l'Aurore (1993)
- Mémoires d'un Parisien de Lutèce (1984)

 (mars 2023).
Joël Schmidt est un romancier, éditeur et critique littéraire français, né le 31 janvier 1937 à Paris.

## Biographie
Fils d'Albert-Marie Schmidt, universitaire spécialiste de la littérature de la Renaissance, Joël Schmidt est né à Paris dans le milieu intellectuel protestant. Grâce à ce père familier du monde littéraire, dont l'image hantera son roman La Métamorphose du père (Le Rocher, 1996), il côtoie dès son plus jeune âge les cénacles littéraires dont André Gide, Roger Martin du Gard, Paul Valéry et François Mauriac sont des habitués. Après la Seconde Guerre mondiale, qui l'aura durablement marqué, il poursuit sa scolarité à Paris, à l'École alsacienne, au lycée Montaigne, au lycée Louis-le-Grand et au lycée Lakanal (où il situera l'action de son roman Le Pavillon de l'Aurore). Il obtient une licence d'histoire et de géographie à la Sorbonne et rédige un diplôme d'études supérieures d'histoire sur Jérôme et Jean Tharaud[réf. nécessaire].
En 1965, il écrit pour la Librairie Larousse un Dictionnaire de la Mythologie grecque et romaine, qui sera un succès de librairie et qui reste, aujourd'hui encore, une référence en la matière. Parallèlement à son travail d'historien spécialiste de l'histoire romaine[réf. nécessaire], il devient directeur de collection et lecteur dans différentes maisons d'édition (Plon, Stock, Hachette, Le Rocher). Il est membre du comité de lecture des éditions Albin Michel depuis 1984[réf. nécessaire]. Il a collaboré à différents journaux et s'illustre par ses critiques littéraires à l'hebdomadaire protestant Réforme pour lesquelles il reçoit le Prix Cognac de la critique littéraire en 1992[réf. nécessaire]. Il a également apporté sa contribution à de nombreux ouvrages collectifs tels que l'Encyclopaedia Universalis ou le Dictionnaire des Auteurs et le Dictionnaire des Œuvres (coll. Bouquins,  éd. Robert Laffont)[réf. nécessaire].
Auteur de nombreux essais, il est un historien de l'Antiquité romaine. Son œuvre romanesque est parcourue entre autres par les thèmes de la gémellité, de l'amour passionné, de l'héritage et de la double appartenance culturelle.

## Télévision
En 2016, il intervient dans l'émission Secrets d'Histoire consacrée à Alexandre le Grand, intitulée Alexandre le Grand, des rêves et des conquêtes diffusée le 30 août 2016 sur France 2.

## Prix et distinctions
Il a été récompensé à trois reprises (1973, 1987, 2004) par l'Académie française.

## Publications

### Romans
- Le Fleuve des morts, Julliard, 1975.
- Casino des brumes, Albin Michel, 1978.
- La Ténébreuse, Albin Michel, 1980.
- La Reine de la nuit, Balland, 1985.
- Le Flambeau des ombres, Albin Michel, 1985.
- Allemagne, j'écris ton nom, Albin Michel, 1990.
- Le Pavillon de l'Aurore, Le Rocher, 1993.
- La Métamorphose du père, Le Rocher, 1996.
- Je changerai vos fêtes en deuil, Albin Michel, 2001.
- Heureux qui la verra dans cette autre lumière, Albin Michel, 2007.
- Un cri pour deux, Albin Michel, 2010, grand prix de littérature de la SGDL, ex aequo avec François Emmanuel (Jours de tremblement, Seuil)[4].
- Les Amants, Albin Michel, 2014.
- Germania, Albin Michel, 2016.
- Jamais l’un sans l’autre, Albin Michel, 2019.

### Romans historiques
- Mémoires d'un Parisien de Lutèce, Albin Michel, 1984.
- Tetricus et Victorina. Mémoires d'un empereur des Gaules, Maren Sell, 1987.
- Spartacus et la révolte des gladiateurs, Mercure de France, 1998.
- Le Testament de Clovis, Flammarion, 1996.
- Mémoires de Constantin le Grand, Desclée de Brouwer, 1998.
- Le Sortilège allemand, Le Rocher, 2008.

### Histoire et essais
- Cléopâtre, Éditions Rencontre, 1965.
- Les Antonins, Éditions Rencontre, 1969.
- Le Christ des profondeurs, Balland, 1970.
- La Grèce : les trésors de la Grèce antique, Éditions de Crémille, 1973.
- Lutèce : Paris, des origines à Clovis, Perrin, 1986, Prix Toutain de l'Académie française en 1987.
- Heinrich von Kleist, Julliard, 1995. Prix de l'Académie du Vernet.
- Louise de Prusse, Perrin, 1995.
- Le Royaume wisigoth d'Occitanie, Perrin, 1996.
- Le Baptême de la France : Clovis, Clotilde, Geneviève, Seuil, 1996.
- Mythes et mythologies, Larousse, 1996.
- Grégoire de Tours, historien des Francs, Le Rocher, 1998.
- Dictionnaire de la mythologie grecque et romaine, Larousse, 1998.
- Sainte Geneviève : la fin de la Gaule romaine, Perrin, 1999.
- Cicéron, Pygmalion, 1999.
- L'Apôtre et le Philosophe : saint Paul et Sénèque, une amitié spirituelle, Albin Michel, 2000.
- Les Nibelungen, Zulma, 2001.
- Éros parmi les dieux, La Musardine, 2003.
- Vie et mort des esclaves dans la Rome antique, Albin Michel, 2003.
- Les Gaulois contre les Romains : la guerre de 1000 ans, Perrin, 2004[5].
- Petite Encyclopédie de la mythologie romaine, Éditions Molière, 2004.
- Jules César, Folio biographies, Gallimard, 2005.
- Cléopâtre, Folio biographies, Gallimard, 2008.
- Saint François d'Assise ou le miroir du monde, Desclée de Brouwer, 2008.
- Alexandre le Grand, Folio biographies, Gallimard, 2009.
- Le Christ et César, Desclée de Brouwer, 2009.
- Néron, monstre sanguinaire ou empereur visionnaire ?, coll. À rebours, Larousse, 2010.
- Robespierre, Folio biographies, Gallimard, 2011.
- La Saint-Barthélémy n'aura pas lieu : Et si la France était devenue protestante, Albin Michel, 2011.
- Et que le désir soit. Lettres entre un homme et une femme, en collaboration avec Cécilia Dutter, Desclée de Brouwer, 2011.
- Femmes de pouvoir dans la Rome antique, Perrin, 2012.
- Hadrien, Paris, Perrin, 2014, 360 p.  (ISBN 978-2-262-03933-2)
- Goethe, Folio biographies, Gallimard, 2014.
- Les 100 histoires de la mythologie grecque et romaine, Puf, coll. Que sais-je ?, 2016 ; rééd. 2018.
- La Mort des Césars, Perrin, 2016.
- Bossuet, Salvator, 2017[6].
- Le Déclin de l'Empire romain, Puf, coll. Que sais-je ?, 2018.
- Martyrs de Lyon (177 après Jésus-Christ), Salvator, 2019.
- La légende des Nibelungen, Que sais-je ?, 2022.

### Albums
- Visage des voyageurs : portraits d'écrivains du XXe siècle, avec Martine Le Coz, Le Rocher, 2002.
- Dieux, déesses et héros de la Rome antique, éditions Molière, 2003.
- Le goût de Marseille, Mercure de France, coll. Le Petit Mercure, 2007.

Nouvelles
- Le Jour de ma mère, Le Rocher, 1999.
- La Cour du monde, éditions du Verger, 2001.
- La Vengeance du piano, Le Rocher, 2003.

## Distinctions

### Décorations
- Chevalier de la Légion d'honneur
- Officier de l'ordre des Arts et des Lettres

### Récompenses
- Grand Prix de littérature de la Société des gens de lettres pour l'ensemble de son œuvre (2010)
- Médaille de Vermeil de l'Académie française pour l'ensemble de son œuvre (2004)
- Lauréat de l'Académie française (1974 et 1987)
- Grand Prix du roman historique de la ville de Paris (1984)
- Prix Cazes-Brasserie Lipp (1987)
- Prix Cognac de la critique littéraire (1992)
- Grand Prix du roman Poncetton de la Société des gens de lettres (1993)